# Ферсманово
Фе́рсманово (до 1948 года Тотайко́й; укр. Ферсманове, крымскотат. Totayköy, Тотайкой) — село в Симферопольском районе Республики Крым, входит в состав Добровского сельского поселения (согласно административно-территориальному делению Украины — Добровского сельского совета Автономной Республики Крым).

## Население
| 2001 | 2014 |
| ---- | ---- |
| 393  | ↘155 |

### Динамика численности
| - 1805 год — 220 чел. - 1864 год — 6 чел. - 1892 год — 5 чел. - 1902 год — 32 чел. - 1915 год — 0/118 чел. - 1926 год — 30 чел. | - 1939 год — 116 чел. - 1989 год — 339 чел. - 2001 год — 392 чел. - 2009 год — 381 чел. - 2014 год — 155 чел. |

## Современное состояние
В Ферсманово 2 улицы — Карьерная и Учительская, площадь, занимаемая селом, 9 гектаров, на которой в 52 дворах, по данным сельсовета на 2009 год, числился 381 житель.

## География
Ферсманово расположено в центре района, примерно в 11 километрах (по шоссе) (около 2 километров от окраины) на юго-восток от Симферополя, севернее автодороги 35-А-002 (троллейбусной трассы) Симферополь — Алушта — Ялта (по украинской классификации М-18 Автодорога М-18), ближайшая железнодорожная станция Симферополь — примерно в 13 километрах. Село находится в горной части Крыма, на правом берегу реки Салгир в верхнем течении. Выше по долине к Ферсманову примыкает село Пионерское, по другую сторону ялтинского шоссе — Андрусово, в полукилометре ниже по долине село Лозовое.

## История
Впервые упоминается в Камеральном Описании Крыма 1784 года, как деревня Тотай Екары Ичкийского кадылыка. Акмечетского каймаканства. После присоединения Крыма к России (8) 19 апреля 1783 года, (8) 19 февраля 1784 года, именным указом Екатерины II сенату, на территории бывшего Крымского Ханства была образована Таврическая область и деревня была приписана к Симферопольскому уезду. После Павловских реформ, с 1796 по 1802 год, входила в Акмечетский уезд Новороссийской губернии. По новому административному делению, после создания 8 (20) октября 1802 года Таврической губернии, была отнесена к Эскиординской волости того же уезда.
Согласно Ведомости о всех селениях в Симферопольском уезде состоящих с показанием в которой волости сколько числом дворов и душ… от 9 октября 1805 года в деревне Тотай-кой числилось 39 дворов, 220 жителей, исключительно крымских татар. На военно-топографической карте 1817 года в Тотайкое обозначено 19 дворов. После реформы волостного деления 1829 года Тотакой, согласно «Ведомости о казённых волостях Таврической губернии 1829 года», остался в составе преобразованной Эскиординской волости. На карте 1836 года в деревне 12 дворов. Затем, видимо, вследствие эмиграции крымских татар в Турцию, деревня опустела и в 1842 году деревня обозначена условным знаком «Малая деревня» (то есть менее 5 дворов).
В 1860-х годах, после земской реформы Александра II, деревню приписали к Сарабузской волости. Согласно «Списку населённых мест Таврической губернии по сведениям 1864 года», составленному по результатам VIII ревизии 1864 года, Тотайкой — владельческая татарская деревня с 1 двором, 6 жителями и мечетью при реке Салгире, а на трёхверстовой карте 1865—1876 года Тотайкой уже не обозначен, как и не числится в «Памятной книге Таврической губернии 1889 года» по результатам Х ревизии 1887 года.
После земской реформы 1890-х годов деревню передали в состав новой Подгородне-Петровской волости. По «…Памятной книжке Таврической губернии на 1892 год» в деревне Тотай-Кой, входившей Подгородне-Петровское сельское общество, числилось 5 жителей (одних мужчин) в 3 домохозяйствах. На подробной военно-топографической карте 1892 года на том же месте обозначена усадьба Тотайкой. По «…Памятной книжке Таврической губернии на 1902 год» в деревне Тотайкой, входившей в Подгородне-Петровское сельское общество, числилось 32 жителя в 5 домохозяйствах. По Статистическому справочнику Таврической губернии. Ч.II-я. Статистический очерк, выпуск шестой Симферопольский уезд, 1915 год, в деревне Тотайкой (принадлежаввшая профессору Кесслеру А. Э.) Подгородне-Петровской волости Симферопольского уезда, числилось 20 дворов со смешанным населением без приписных жителей, но со 118 — «посторонними», из которых 60 мужчин и 58 женщин. Жители землёй не владели, в хозяйствах имелось 27 лошадей, 18 волов, 25 коров и 585 голов мелкого скота.
После установления в Крыму Советской власти, по постановлению Крымревкома от 8 января 1921 года была упразднена волостная система и село включили в состав вновь созданного Подгородне-Петровского района Симферопольского уезда, а в 1922 году уезды получили название округов. 11 октября 1923 года, согласно постановлению ВЦИК, в административное деление Крымской АССР были внесены изменения, в результате которых был ликвидирован Подгородне-Петровский район и образован Симферопольский и село включили в его состав. Согласно Списку населённых пунктов Крымской АССР по Всесоюзной переписи 17 декабря 1926 года, в селе Тотайкой, Джалман-Кильбурунского сельсовета Симферопольского района, числилось 10 дворов, из них 8 крестьянских, население составляло 30 человек, из них 17 русских и 13 греков.
С 1922 по 1924 год в Тотайкое действовал Крымский Татарский Педагогический Техникум.
В 1944 году, после освобождения Крыма от фашистов, согласно Постановлению ГКО № 5984сс от 2 июня 1944 года крымские греки были депортированы в Среднюю Азию. 12 августа 1944 года было принято постановление № ГОКО-6372с «О переселении колхозников в районы Крыма» и в сентябре 1944 года в район приехали первые новоселы (214 семей) из Винницкой области, а в начале 1950-х годов последовала вторая волна переселенцев из различных областей Украины С 25 июня 1946 года Тотайкой в составе Крымской области РСФСР Указом Президиума Верховного Совета РСФСР от 18 мая 1948 года Тотайкой был переименован в посёлок Ферсманово. В том же году по решению исполкома Ферсманово (оно же подсобное хозяйство УМВД) передано Пригородненскому сельсовету. 26 апреля 1954 года Крымская область была передана из состава РСФСР в состав УССР. В 1959 году Ферсманово включено в состав Добровского сельсовета. Указом Президиума Верховного Совета УССР «Об укрупнении сельских районов Крымской области», от 30 декабря 1962 года Симферопольский район был упразднён и село присоединили к Бахчисарайскому. 1 января 1965 года, указом Президиума ВС УССР «О внесении изменений в административное районирование УССР — по Крымской области», вновь включили в состав Симферопольского. По данным переписи 1989 года в селе проживало 339 человек. С 12 февраля 1991 года село в восстановленной Крымской АССР, 26 февраля 1992 года переименованной в Автономную Республику Крым. Постановлением Верховной Рады Крыма от 22 апреля 2009 года посёлку Ферсманово присвоен статус села. С 21 марта 2014 года в составе Крыма аннексировано Россией.

## Достопримечательности
В селе находится усадьба Кесслера постройки конца XIX века по проекту архитектора Клаузена.